# Jankovics Sándor
Jankovics Sándor (Seregélyes, 1955. március 5. –) labdarúgó, csatár.

## Pályafutása
1972 és 1977 között a Videoton labdarúgója volt. 1973. március 18-án mutatkozott be az élvonalban a Rába ETO ellen, ahol csapata 2–0-s vereséget szenvedett. Tagja volt az 1975–76-os idényben bajnoki ezüstérmet szerzett csapatnak. 1978 nyarától a Debreceni MTE, majd a DVSC-vel történt egyesülés után 1979 és 1984 között a Debreceni MVSC, 1984 és 1986 között a Siófoki Bányász labdarúgója volt. 1986-ban visszatért a DMVSC csapatához, ahol 1987. augusztus 30-án játszotta utolsó élvonalbeli mérkőzését az Újpesti Dózsa ellen, ahol csapata 1–1-es döntetlent ért el. 1988 tavaszától a Debreceni Kinizsiben szerepelt. 1990-ben az év végéig a DVSC pályaedzője volt. 1992 áprilisában a Debreceni Kinizsi edzője lett. Ezt követően a debreceni utánpótlásképzésben dolgozott.

## Sikerei, díjai
- Magyar bajnokság
  - 2.: 1975–76